# Liste der Bürgermeister der Stadt Jáchymov

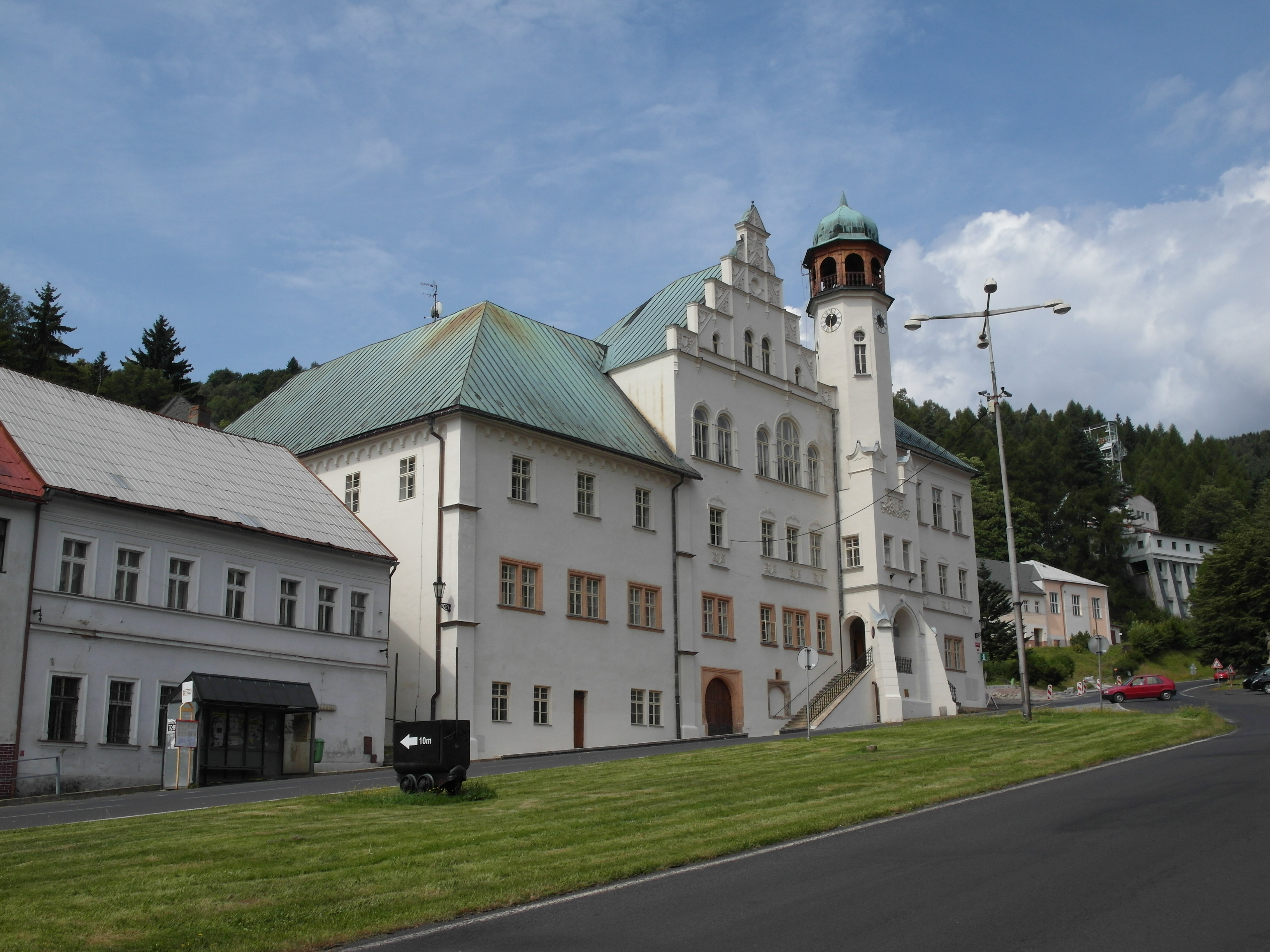
Rathaus Jáchymov von 1782–1784, Ansicht von Osten

Die Liste der Bürgermeister der Stadt Jáchymov (deutsch Sankt Joachimsthal) führt die Amtsinhaber seit Stadtgründung im Jahr 1516. Zu Beginn führte der Richter das Stadtregiment, für das Jahr 1521 ist der erste gewählte Bürgermeister nachweisbar.
Die Liste ist vom aktuellen Bürgermeister beginnend rückschreitend geordnet, sie erhebt keinen Anspruch auf Vollständigkeit. 
| Amtsinhaber                                                 | Amtszeit                                             |
| ----------------------------------------------------------- | ---------------------------------------------------- |
| Bronislav Grulich (Naděje pro Jáchymov + nez. za TOP 09)    | seit 4. August 2008                                  |
| Jaroslav Vondráček (Naděje pro Jáchymov)                    | 6. November 2005–4. August 2008                      |
| Michal Kuneš (ČSSD)                                         | 12. Oktober 2005–6. November 2006                    |
| Zdeňka Fiedlerová (ODS)                                     | 14. November 2002–12. Oktober 2005                   |
| Petr Fiedler (ODS)                                          | 29. November 1994–14. November 2002                  |
| Rüdiger Eisenstein (OF)                                     | 25. September 1992–29. November 1994                 |
| Radovan Koutský (OF)                                        | 11. Dezember 1990–25. September 1992                 |
| Oldřich Ertl ml.                                            | 1. Januar 1983–11. Dezember 1990                     |
| Richard Mavr                                                | 9. November 1976–1. Januar 1983                      |
| Oldřich Ertl st.                                            | 21. Juni 1960–9. November 1976                       |
| Jaroslav Raušal                                             | 26. Mai 1954–21. Juni 1960                           |
| Marie Urbášková                                             | 29. Januar 1953–26. Mai 1954                         |
| Jan Šourek                                                  | 18. Juli 1947–29. Januar 1953                        |
| Josef Němec (KSČ)                                           | 12. Juli 1946–18. Juli 1947                          |
| J. Placatka                                                 | 3. Juli 1945–12. Juli 1946                           |
| František Kroupa (Revoluční výbor)                          | 15. Mai 1945–3. Juli 1945                            |
| Franz Schmidt                                               | bis 15. Mai 1945                                     |
| Wilhelm Messner                                             | ?                                                    |
| J. Grimm                                                    | ?                                                    |
| Hans Brennich                                               | 19. Dezember 1934–1937                               |
| G. Stumpf                                                   | ?                                                    |
| Anton Riedl                                                 | ?                                                    |
| Franz Josef Hirschberg                                      | 1919–?                                               |
| Julius Sauerstein                                           | 1914–1919                                            |
| Josef Schöffl                                               | ?                                                    |
| Franz Kropp                                                 | ?                                                    |
| Franz Kuhlmann                                              | ?                                                    |
| Franz Rauscher                                              | ?                                                    |
| Adolf Langhans                                              | 1879–1890                                            |
| Johann Porkert                                              | 1864, 1872–1873, 1876–1877                           |
| Karl Pfob                                                   | 1862                                                 |
| Ignaz Porkert                                               | 1851                                                 |
| Ferdinand Mühlstein                                         | 1847, 1850                                           |
| unbesetzt                                                   | 1845–1846                                            |
| Bernard Schmidt                                             | 1843–1844                                            |
| unbesetzt                                                   | 1842                                                 |
| unbesetzt                                                   | 1827–1828                                            |
| Joseph Aloys Hoffmann                                       | 1816–1826                                            |
| unbesetzt                                                   | 1813–1815                                            |
| Joseph Hofmann                                              | 1808–1812                                            |
| Peter Schaller                                              | 1807                                                 |
| Johann Schaller                                             | 1806                                                 |
| Johann Optat Mießl, Edler von Zeileisen                     | 1802–1804, 1829–1841                                 |
| Peter Paul Schal(l)er                                       | 1796–1797, 1799                                      |
| Ignaz Fritsch                                               | 1794                                                 |
| Für den Zeitraum von ca. 1748–1793 keine Quellen vorhanden. |                                                      |
| Johann Franciscus Makasy von Sternfels                      | 1722–1748                                            |
| Valentin Christoph Häßler                                   | ?                                                    |
| Johann Maccasius (Makasy) von Sternfels                     | 1669–1697                                            |
| Jacob Schedlich                                             | 1633–1669                                            |
| Johannes Maccasius (Makasy) der Jüngere                     | 1621, 1623, 1625                                     |
| Georg Schlaginhaussen                                       | 1611–1617                                            |
| Andreas Schädlich (Schedlich)                               | 1609–1610                                            |
| Alexander Kohl                                              | 1597–1598, 1604–1606                                 |
| David Heidler                                               | 1586–1587                                            |
| Christoff Gauer                                             | 1578–1580, 1583                                      |
| Romanus Schmid(t)                                           | 1576, 1581–1582, 1588–1596, 1599–1603, 1607–1608     |
| Christoff Grill                                             | 1574–1575, 1577, 1584–1585                           |
| Endres Seltenreich                                          | 1564, 1569                                           |
| Hans Schober                                                | 1561, 1563, 1567, 1572                               |
| Georg (Jörg) Heidler                                        | 1556, 1558, 1560, 1562, 1564, 1568, 1571, 1573       |
| Thomas Voitländer                                           | 1551                                                 |
| Anthoni Reiß                                                | 1546, 1548, 1550, 1552, 1554–1555, 1557, 1559        |
| Wolf Wiebel                                                 | 1542, 1544, 1547, 1549, 1553                         |
| Stefan Hacker                                               | 1538, 1540, 1570                                     |
| Steffan Johann (Jahn)                                       | 1532, 1534, 1536                                     |
| Jacob Förster (Forster)                                     | 1531, 1533, 1535, 1537, 1539, 1541, 1543, 1545       |
| Paul Klingeisen                                             | 1530                                                 |
| Michael Petz                                                | 1527, 1529                                           |
| Lucas Schüpgen                                              | 1526, 1528                                           |
| Jobst Schober                                               | Crucis 1522–Trinitatis 1523, 1525                    |
| Nickel Bauch                                                | Crucis 1521–Trinitatis 1522, Crucis 1523–Luciae 1524 |
| Nickel Hünerahr                                             | Richter 1520–Trinitatis 1521                         |
| Lorentz Einsaus                                             | Richter 1519                                         |
| Michael Thiel                                               | Richter 1518                                         |
| Rissenengel                                                 | Richter 1517                                         |
| Nickel Lantzdendorff                                        | Richter 1516                                         |